# 人面子
人面子又名仁稔（学名：Dracontomelon duperreanum）为漆树科人面子属的植物。

## 形态
常绿乔木，高达20米，具板根。奇数羽状复叶，长圆形小叶11～15枚互生。圆锥花序，春季开青白色钟状小花，花两性。果实为扁球形黄色核果，核上面凹陷，具5个卵形凹点，边缘具有小孔，形如人面。

## 分布
分布于越南以及中国大陆的广东、广西、云南等地，生长于海拔93米至350米的地区，常生长在林中，目前尚未由人工引种栽培。

## 别名
人面树（中国树木分类学） 银莲果（云南河口）

## 外部連結
- 人面子, Renmianzi （页面存档备份，存于） 藥用植物圖像數據庫 (香港浸會大學中醫藥學院) （繁體中文）（英文）

[在维基数据编辑]
 《欽定古今圖書集成·博物彙編·草木典·人面子部》，出自陈梦雷《古今圖書集成》
 《植物名實圖考·人面子》，出自吳其濬《植物名實圖考》